# Al-Hudayda
Al-Ḥudayda (arabo: الحديدة), anche nota come Hodeida o Hodeyda, è la quarta città dello Yemen, con una popolazione che si avvicina al mezzo milione di abitanti, capoluogo dell'omonimo governatorato.
La città, che sorge sulle rive del Mar Rosso, era conosciuta nei secoli XVIII e XIX come uno dei maggiori porti dello Yemen, famosa per il commercio del caffè e delle perle. È dotata di un aeroporto internazionale.
Oggi la città è nota soprattutto per il suo affollato mercato del pesce, dove affluiscono da tutta la regione i pescatori di squali.
Lungo la costa, a breve distanza dalla città, ci sono numerose spiagge, tra le quali al-Kaṭīb.